# Crézançay-sur-Cher
Crézançay-sur-Cher è un comune francese di 65 abitanti situato nel dipartimento del Cher, nella regione del Centro-Valle della Loira.

## Società

### Evoluzione demografica
Abitanti censiti